# فرانك أهل
فرانك أهل (24 نوفمبر 1908 - 3 مايو 1967) (بالإنجليزية: Frank Ahl)‏ هو لاعب كريكت بريطاني وبريطاني (وحمل سابقاً جنسية المملكة المتحدة لبريطانيا العظمى وأيرلندا).

## وصلات خارجية
- فرانك أهل على موقع إي آس بي آن كريك إنفو (الإنجليزية)